# Jaromír Jágr
Jaromír Jágr (* 15. Februar 1972 in Kladno, Tschechoslowakei) ist ein tschechischer Eishockeyspieler. Der rechte Flügelstürmer spielt seit 2018 wieder für seinen Heimatverein, die Rytíři Kladno, dessen Eigentümer er auch ist.
Zwischen 1990 und 2008 sowie von 2011 bis 2018 lief Jágr in der National Hockey League (NHL) für insgesamt neun Mannschaften auf. Den Großteil davon bestritt er direkt zu Beginn seiner NHL-Laufbahn für die Pittsburgh Penguins (1990–2001), die ihn im NHL Entry Draft 1990 an fünfter Position ausgewählt hatten. Mit dem Team, das seine Trikotnummer 68 seit Februar 2024 nicht mehr vergibt, gewann er in den Playoffs 1991 und 1992 den Stanley Cup. Die Penguins führte er, ebenso wie später die New York Rangers, zeitweise als Kapitän an. Zudem war der Tscheche in der NHL für die Washington Capitals, Philadelphia Flyers, Dallas Stars, Boston Bruins, New Jersey Devils, Florida Panthers und Calgary Flames, während seine Zeit in Nordamerika von drei Jahren beim HK Awangard Omsk (2008–2011) unterbrochen war. Mit der tschechischen Nationalmannschaft gewann er unter anderem die Goldmedaille bei den Olympischen Winterspielen 1998 sowie bei den Weltmeisterschaften 2005 und 2010, sodass er Mitglied des Triple Gold Clubs ist.
Jágr gilt einhellig als einer der besten Eishockeyspieler aller Zeiten. In der NHL erhielt er fünfmal die Art Ross Trophy als bester Scorer (1995 u. 1998–2001), während er einmal mit der Hart Memorial Trophy sowie dreimal mit dem Lester B. Pearson Award als MVP der Liga geehrt wurde. Mit 1921 Punkten ist er zweitbester Scorer der NHL-Historie, nur übertroffen von Wayne Gretzky. Zugleich ist er punktbester Europäer, während seine 1.733 Einsätze nur von drei Spielern übertroffen werden und er weitere NHL-Rekorde hält. Im Alter von 53 Jahren bestreitet er aktuell mit der Spielzeit 2023/24 seine mittlerweile 37. professionelle Saison, was ebenfalls einen Rekord darstellt, sodass auch die Langlebigkeit seiner aktiven Laufbahn besondere Aufmerksamkeit erfährt. Diese hat auch zur Folge, dass er bisher nicht in der Hockey Hall of Fame, stattdessen „nur“ in der Tschechische Eishockey-Ruhmeshalle (seit 2008) sowie in der IIHF Hall of Fame (seit 2024) vertreten ist.
Nach der Spielzeit 2024/25 wird Jágr seine Karriere beenden. 

## Karriere

### Anfänge
Jágr begann im Alter von drei Jahren mit dem Schlittschuhlaufen und debütierte im Alter von 16 Jahren für Poldi in der tschechoslowakischen Eishockey-Liga.

### Pittsburgh Penguins (1990–2001)
Während des NHL Entry Draft 1990 wurde er in der ersten Runde an fünfter Stelle von den Pittsburgh Penguins ausgewählt, wo er anschließend elf Jahre seiner NHL-Karriere verbrachte. Mit den Penguins gewann er 1991 und 1992 nach Finalsiegen in den Play-offs gegen die Minnesota North Stars beziehungsweise die Chicago Blackhawks den Stanley Cup.
In den folgenden Jahren entwickelte sich Jágr zu einem der stärksten rechten Flügelspieler der NHL und gewann mit 70 Scorerpunkten in der Saison 1994/95 erstmals die Art Ross Trophy als erfolgreichster Scorer der Liga. Im folgenden Jahr übertraf er seine Offensivleistungen aus der Vorsaison und spielte mit 62 Treffern sowie 87 Torvorlagen die bisher punktbeste Spielzeit seiner Profikarriere. Gleichzeitig stellte er mit diesen Statistiken neue NHL-Rekorde für Spieler auf der Position des rechten Flügels auf. Nachdem Ron Francis die Penguins im Anschluss an die Saison 1997/98 verlassen hatte, übernahm Jágr das Amt des Mannschaftskapitäns. Zwischen 1998 und 2001 gewann der Angreifer vier Mal infolge die Art Ross Trophy als offensivstärkster Akteur der Liga und wurde darüber hinaus in der Saison 1998/99 mit der Hart Memorial Trophy als bester Spieler der NHL ausgezeichnet. Am 18. April 1999 schoss er das entscheidende Tor zum 2:1 Overtime-Sieg gegen die New York Rangers beim letzten Spiel der Eishockeylegende Wayne Gretzky. Zudem erhielt der Tscheche in den Jahren 1999 und 2001 den Lester B. Pearson Award, welcher von der Spielergewerkschaft an den besten Akteur der Hauptrunde verliehen wird.
Während der Lockout-Saison 1994/95 bestritt Jágr elf Spiele für seinen Heimatklub HC Kladno, darüber hinaus sechs für den HC Bozen und eines für die damals zweitklassigen Schalker Haie. Im Spiel für die Haie erzielte er ein Tor und zehn Assists.
Im Laufe der Saison 2000/01 sah sich Jágr aufgrund abnehmender Leistungen sowie seines mannschaftsinternen Verhaltens zusehends Kritik ausgesetzt und hatte zudem ein schwieriges Verhältnis mit dem vor der Spielzeit zurückgekehrten Mario Lemieux, welcher als Klublegende ebenfalls eine Rolle als Führungsspieler beanspruchte. Weiterhin sah sich die Organisation aufgrund finanzieller Schwierigkeiten nicht mehr in der Lage, das hohe Gehalt des Tschechen weiterhin zu bezahlen, weshalb Jágr im Juli 2001 innerhalb der NHL zu den Washington Capitals transferiert wurde. Insgesamt bestritt der Tscheche 806 Partien im Trikot der Pittsburgh Penguins und ist neben Lemieux, Sidney Crosby und Jewgeni Malkin der einzige Akteur der Franchise-Geschichte, der mehr als 1000 Scorerpunkte im Trikot der Penguins erzielen konnte. Am 18. Februar 2024 sperrten die Pittsburgh Penguins seine Nummer 68.

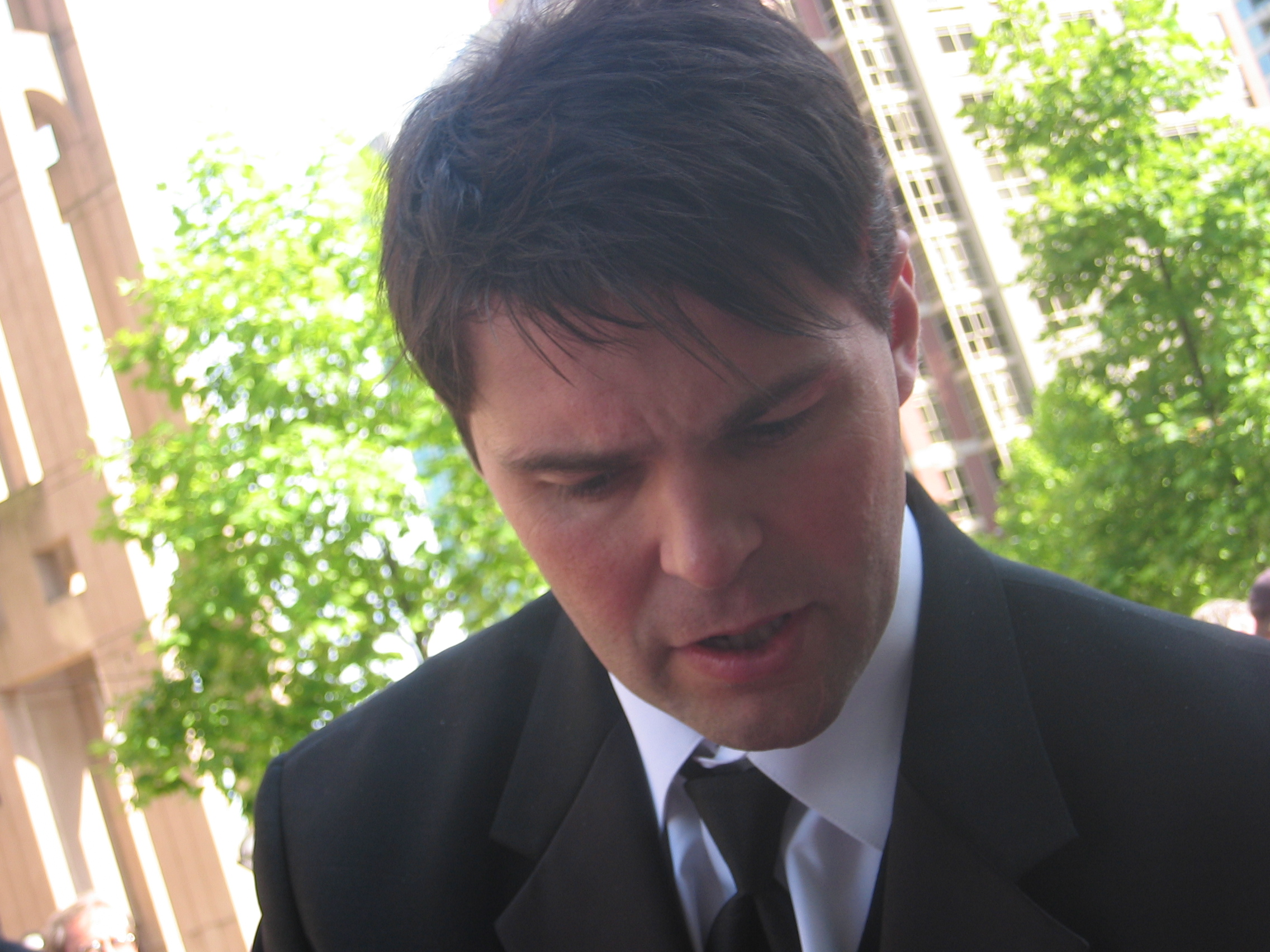
Jágr bei den NHL Awards 2006

### Washington Capitals (2001–2004)
In Washington erhielt Jágr einen Siebenjahresvertrag mit einem jährlichen Durchschnittsgehalt von elf Millionen US-Dollar, welches ihn damals zum bestbezahlten Akteur in der NHL machte. Bei den Capitals erhielt er unmittelbar das Amt des Assistenzkapitäns, konnte jedoch in den folgenden Spielzeiten nicht an die vorherigen Leistungen in Pittsburgh anknüpfen. Die Saison 2001/02 beendete der Flügelstürmer mit 79 Scorerpunkten und verpasste mit seiner Mannschaft die Play-offs. Nach dem erfolglosen Abschneiden der Capitals versuchte das Management bereits im Jahr 2003, Jágr innerhalb der Liga zu transferieren, wobei sein finanzkräftiger Vertrag viele Teams vor einer Verpflichtung abhielt. Im Januar 2004 wurde der Tscheche schließlich an die New York Rangers abgegeben.

### New York Rangers (2004–2008)
Bei den Rangers beendete er die Saison 2003/04 mit 15 Treffern und 14 Torvorlagen, verpasste jedoch vereinsübergreifend erstmals in seiner NHL-Karriere zweimal hintereinander die Play-offs. Während des Lockout in der Saison 2004/05 wechselte Jágr zu seinem Heimatklub HC Kladno, ehe er im November 2004 ein lukratives Angebot von HK Awangard Omsk aus Russland annahm und 2005 mit der Mannschaft den IIHF European Champions Cup gewinnen konnte.

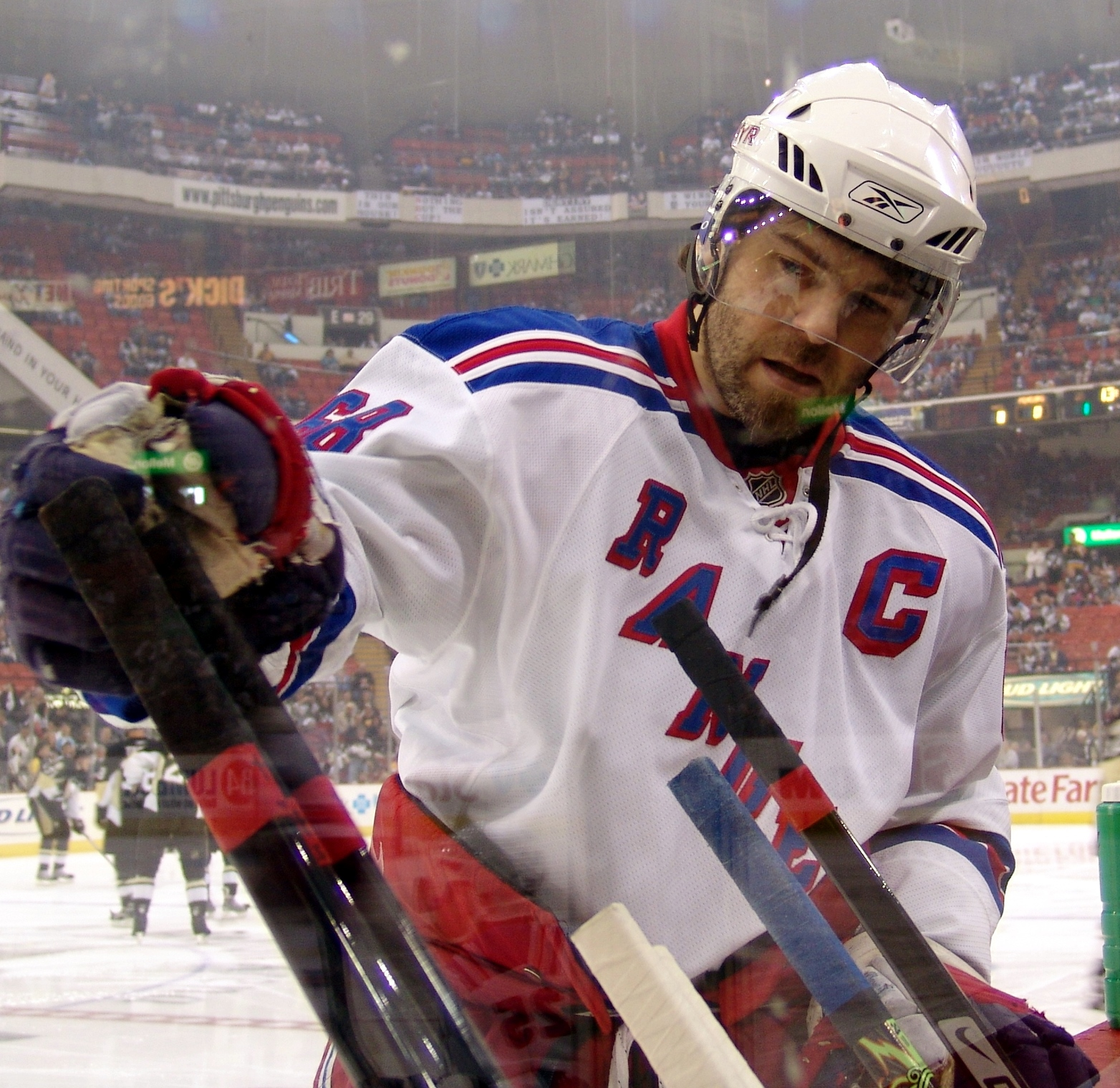
Jágr im Trikot der New York Rangers während der Playoffs 2008

Zur Spielzeit 2005/06 kehrte er zu den New York Rangers zurück und konnte mit seinen Leistungen erstmals wieder an die offensivstarken Spielzeiten bei Pittsburgh anknüpfen. Während der Saison überholte er Stan Mikita als punktbester Europäer in der Geschichte der NHL und löste durch sein 53. Saisontor beim Spiel gegen die Boston Bruins im April 2006 den zuvorigen Rekordhalter Adam Graves als Akteur mit den meisten Toren innerhalb einer Spielzeit im Trikot der New York Rangers. Nachdem Jágr ein Großteil der Saison die Liga als Topscorer anführte, beendete er die Saison mit 54 Toren sowie 69 Assists und musste sich damit Joe Thornton für die Art Ross Trophy als punktbester Spieler und Jonathan Cheechoo für die Maurice Richard Trophy als bester Torschütze geschlagen geben. Im Anschluss an die Spielzeit erhielt er jedoch zum dritten Mal den Lester B. Pearson Award als wertvollsten Spieler der Hauptrunde. Mit seinen Offensivleistungen trug Jágr maßgeblich an der überraschenden Play-off-Qualifikation der Rangers bei, wo man jedoch in der ersten Runde gegen die New Jersey Devils ausschied.
Zur Saison 2006/07 übernahm Jágr das Amt des Mannschaftskapitäns der New York Rangers, welches seit dem Rücktritt von Mark Messier im Jahr 2004 vakant war. Im Eröffnungsspiel der Rangers gegen die Washington Capitals am 5. Oktober 2006 erzielte Jágr 29 Sekunden nach dem Anpfiff das erste Tor der Saison 2006/07. Im Spiel gegen die Tampa Bay Lightning am 19. November erreichte er als 16. Spieler der NHL-Geschichte die 600-Tore-Marke. Am 21. November 2006 erzielte er sein 602. NHL-Tor und ist seither der beste europäische Schütze der NHL-Geschichte.

### Awangard Omsk (2008–2011)
Nachdem Jágr im Anschluss an die Saison 2007/08 keinen neuen Vertrag bei den Rangers erhalten hatte, verließ er die NHL und wechselte in die neugegründete Kontinentale Hockey-Liga zum russischen Klub Awangard Omsk. Beim Spiel gegen HK Witjas im Oktober 2008 sprach Jágr auf der Wechselbank mit seinem Mitspieler Alexei Tscherepanow, kurz bevor dieser neben ihm zusammenbrach und wenig später starb. Im Januar 2009 wurde der Tscheche zum neuen Mannschaftskapitän bei Omsk ernannt. Während der Sommerpause bekundete Jágr zunächst öffentlich Interesse, in die NHL zurückzukehren, verlängerte jedoch seinen Vertrag in Omsk für die folgende Saison 2010/11.

### Rückkehr in die NHL (2011–2018)
Im Juli 2011 kehrte er in die NHL zurück und unterschrieb einen Einjahresvertrag mit einem kolportierten Gehalt von 3,3 Millionen US-Dollar bei den Philadelphia Flyers, wo er in der anschließenden Saison 2011/12 in der ersten Angriffsreihe an der Seite von Claude Giroux sowie Scott Hartnell spielte. Dabei fungierte der Tscheche als einer der Assistenzkapitäne und verzeichnete insgesamt 54 Scorerpunkte in 73 Spielen. Im Sommer 2012 wechselte Jágr innerhalb der Liga zu den Dallas Stars und spielte somit erstmals für eine Mannschaft aus der Western Conference. Für die Dauer des Lockout zu Beginn der Spielzeit 2012/13 stand er zunächst für seinen Heimatklub HC Kladno in der Extraliga auf dem Eis und markierte dabei 57 Scorerpunkte in 34 Partien. Anschließend kehrte Jágr nach Dallas zurück und erzielte im Februar 2013 beim 3:2-Sieg seiner Dallas Stars über die Edmonton Oilers den spielentscheidenden Treffer in der Verlängerung (Overtime) und stellte mit diesem 17. Overtime-Tor seiner Karriere einen neuen NHL-Rekord auf. Zwei Monate später wurde er zum Ligakonkurrenten Boston Bruins transferiert und schoss bei seinem Debüt für die Bruins das spielentscheidende Tor beim 1:0-Sieg gegen die New Jersey Devils. Mit seiner Mannschaft erreichte der Angreifer in den Play-offs das Stanley Cup Finale und ist derjenige Spieler mit der größten zeitlichen Distanz zwischen Teilnahmen an Finalserien in der NHL. Nach der Finalniederlage gegen die Chicago Blackhawks gaben die Bruins bekannt, den Vertrag mit Jágr nicht verlängern zu wollen.

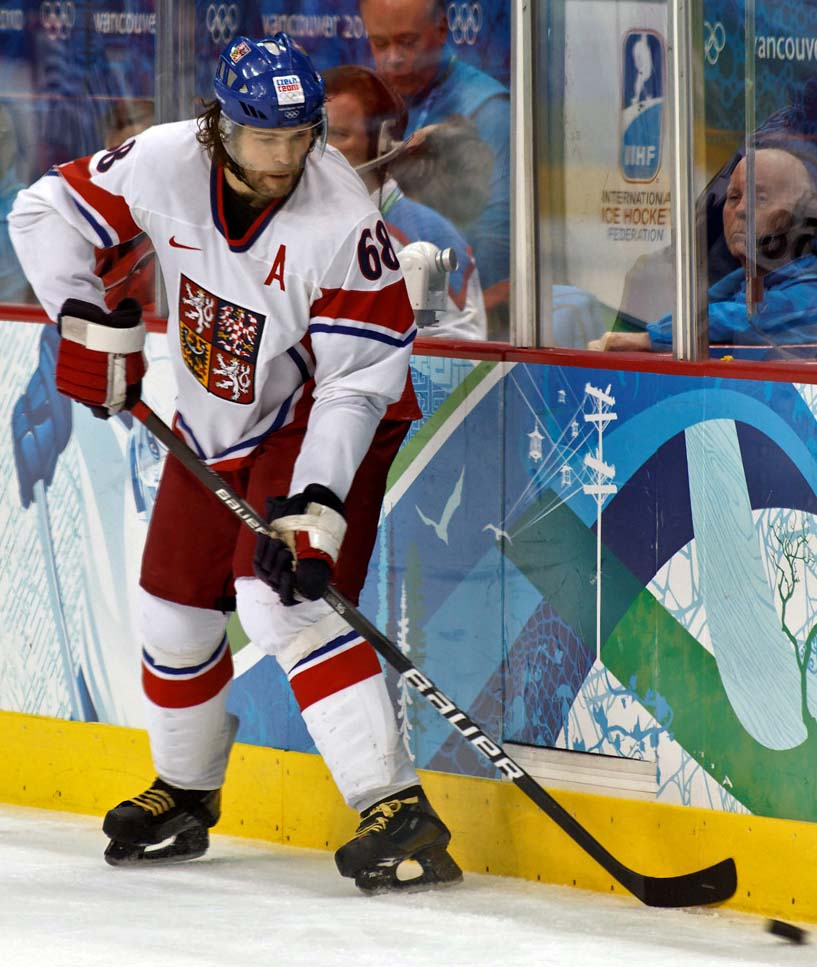
Jágr bei den Olympischen Winterspielen 2010

Im Sommer 2013 wurde Jágr von den New Jersey Devils verpflichtet und sollte dort helfen, den Abgang von Ilja Kowaltschuk zu kompensieren. Im Dezember 2013 schoss er in der Partie gegen die Ottawa Senators das 122. Siegtor seiner NHL-Karriere und überholte damit den bisherigen Rekordhalter Gordie Howe. Der Linksschütze beendete die Saison 2013/14 mit 67 Scorerpunkten aus 82 Spielen und war damit punktbester Akteur innerhalb der Mannschaft. Aufgrund seiner guten Offensivleistungen erhielt Jágr eine einjährige Vertragsverlängerung in New Jersey. Am 3. Januar 2015 erzielte er beim 5:2-Sieg der Devils gegen die Philadelphia Flyers einen Hattrick und wurde mit 42 Jahren und 322 Tagen zum ältesten Spieler, dem dies in der NHL gelang.
Im Februar 2015 gaben ihn die Devils an die Florida Panthers ab und erhielten im Gegenzug ein Zweitrunden-Wahlrecht für den NHL Entry Draft 2015 sowie ein erfolgsabhängiges Wahlrecht für die dritte Runde des NHL Entry Draft 2016. Im Vorfeld hatte Jágr einen Wechsel forciert, da er mit seinen Einsatzzeiten seit der Entlassung von Peter DeBoer nicht zufrieden war. Nach dem Ende der Saison 2014/15, in der die Panthers die Playoffs knapp verpasst hatten, verlängerte Jágr seinen Vertrag in Florida um ein Jahr. Zuvor sagte er als inzwischen 43-Jähriger auf die Frage, ob er noch Kraft für ein weiteres Jahr habe, dass er „noch Kraft für sieben weitere Jahre habe.“ In der folgenden Spielzeit 2015/16 gewann Jágr mit den Panthers die Atlantic Division, wobei er mit 66 Punkten bester Scorer des Teams wurde, und scheiterte in der Folge in der ersten Playoff-Runde an den New York Islanders. Im Mai 2016 wurde bekannt, dass sich der Tscheche zu einer weiteren Vertragsverlängerung um ein Jahr entschieden habe. Zudem wurde er nach der Saison 2015/16 mit der Bill Masterton Memorial Trophy für Ausdauer, Hingabe und Fairness rund um den Eishockeysport geehrt.
Nach der Spielzeit 2016/17 wurde sein auslaufender Vertrag in Florida nicht verlängert, sodass er fortan als Free Agent auf der Suche nach einem neuen Arbeitgeber war. Anfang Oktober 2017 unterzeichnete er schließlich einen Einjahresvertrag bei den Calgary Flames. Am 7. November 2017 absolvierte er sein insgesamt 1.925 NHL-Spiel, überbot dabei die Marke von Gordie Howe und liegt nun hinter Mark Messier, der insgesamt 1.992 Mal in der NHL auflief, auf Rang zwei.

### Rückkehr nach Tschechien
Bis Ende Januar 2018 absolvierte Jágr, unter anderem aufgrund von Verletzungen, jedoch nur knapp die Hälfte (22) der Pflichtspiele für die Flames, sodass er in seine Heimat zum HC Kladno zurückkehrte, um dort zu spielen. Offiziell blieb sein NHL-Vertrag in Calgary gültig, jedoch wurde dies als das endgültige Ende seiner NHL-Karriere bewertet.
Im Alter von 47 Jahren hatte er im Frühjahr 2019 entscheidenden Anteil am Wiederaufstieg des HC Kladno in die höchste tschechische Liga und erzielte beim entscheidenden 4:2-Sieg gegen den HC České Budějovice sämtliche Tore seiner Mannschaft. 2020 stieg Kladno wieder aus der Extraliga ab, um ein Jahr später als Meister der 1. Liga abermals in die Extraliga aufzusteigen.
Im Februar 2024 sperrten die Pittsburgh Penguins seine Trikotnummer 68, sodass diese seither nicht mehr vergeben wird. Ferner wurde er im Jahre 2024, trotz noch andauernder aktiver Karriere, in die IIHF Hall of Fame aufgenommen. 
Jágr kündigte im August 2024 an, dass er nach der Spielzeit 2024/25 seine Karriere beenden wird. Seine letzten Auftritte als aktiver Spieler werden vom tschechischen Regisseur Petr Větrovský als Dokumentation verfilmt.

### International
Mit der tschechischen Eishockeynationalmannschaft gewann Jágr bei den Olympischen Winterspielen 1998 in Nagano die Goldmedaille, 2005 und 2010 die Eishockey-Weltmeisterschaft. Bei den Olympischen Winterspielen 2006 in Turin konnte er mit der Mannschaft die Bronzemedaille gewinnen. Am 27. Februar 2006 gab Jágr seinen Rücktritt aus der Nationalmannschaft bekannt. Zur Eishockey-Weltmeisterschaft der Herren 2009 in der Schweiz gab er sein Comeback im Trikot der tschechischen Auswahl und bei der Weltmeisterschaft 2010 gewann er die Goldmedaille. Bei der Weltmeisterschaft 2011 errang Jágr mit der tschechischen Mannschaft die Bronzemedaille.

## Erfolge und Auszeichnungen
- 1991 Stanley-Cup-Gewinn mit den Pittsburgh Penguins
- 1991 NHL All-Rookie Team
- 1992 Teilnahme am NHL All-Star Game
- 1992 Stanley-Cup-Gewinn mit den Pittsburgh Penguins
- 1993 Teilnahme am NHL All-Star Game
- 1995 NHL-Spieler des Monats Februar
- 1995 Art Ross Trophy
- 1995 NHL First All-Star Team
- 1995 Zlatá hokejka
- 1996 Teilnahme am NHL All-Star Game
- 1996 NHL First All-Star Team
- 1996 Zlatá hokejka
- 1996 NHL-Spieler des Monats November
- 1997 Teilnahme am NHL All-Star Game
- 1997 NHL Second All-Star Team
- 1998 Teilnahme am NHL All-Star Game
- 1998 NHL-Spieler des Monats März
- 1998 Art Ross Trophy
- 1998 NHL First All-Star Team
- 1999 Teilnahme am NHL All-Star Game
- 1999 NHL-Spieler des Monats März
- 1999 Art Ross Trophy
- 1999 Hart Memorial Trophy
- 1999 Lester B. Pearson Award
- 1999 Zlatá hokejka
- 1999 NHL First All-Star Team
- 1999 NHL-Spieler des Monats November
- 2000 Teilnahme am NHL All-Star Game
- 2000 Art Ross Trophy
- 2000 Lester B. Pearson Award
- 2000 NHL First All-Star Team
- 2000 Zlatá hokejka
- 2001 Teilnahme am NHL All-Star Game (verletzungsbedingte Absage)
- 2001 NHL-Spieler des Monats März
- 2001 Art Ross Trophy
- 2001 NHL First All-Star Team
- 2002 Teilnahme am NHL All-Star Game
- 2002 Zlatá hokejka
- 2003 Teilnahme am NHL All-Star Game
- 2004 Teilnahme am NHL All-Star Game
- 2005 IIHF-European-Champions-Cup-Gewinn mit dem HK Awangard Omsk
- 2005 Zlatá hokejka
- 2005 NHL-Offensivspieler des Monats Dezember
- 2006 NHL-Offensivspieler des Monats März
- 2006 Lester B. Pearson Award
- 2006 NHL First All-Star Team
- 2006 Zlatá hokejka
- 2007 Zlatá hokejka
- 2008 Zlatá hokejka
- 2008 Aufnahme in die Tschechische Eishockey-Ruhmeshalle
- 2009 Teilnahme am KHL All-Star Game
- 2010 Teilnahme am KHL All-Star Game
- 2010 Tschechische Verdienstmedaille II. Stufe[32]
- 2011 Teilnahme am KHL All-Star Game
- 2011 Zlatá hokejka
- 2014 Zlatá hokejka
- 2016 Teilnahme am NHL All-Star Game
- 2016 Bill Masterton Memorial Trophy
- 2016 Zlatá hokejka
- 2019 Aufstieg in die Extraliga mit den Rytíři Kladno
- 2021 Meister der 1. Liga und Aufstieg in die Extraliga mit den Rytíři Kladno
- 2024 Sperrung der Trikotnummer 68 durch die Pittsburgh Penguins

### International
- 1989 Silbermedaille bei der Junioren-Europameisterschaft
- 1990 Bronzemedaille bei der Junioren-Weltmeisterschaft
- 1990 Bester Vorlagengeber der Junioren-Weltmeisterschaft
- 1990 All-Star-Team der Junioren-Weltmeisterschaft
- 1990 Bronzemedaille bei der Weltmeisterschaft
- 1998 Goldmedaille bei den Olympischen Winterspielen
- 2004 All-Star-Team der Weltmeisterschaft
- 2005 Goldmedaille bei der Weltmeisterschaft
- 2005 All-Star-Team der Weltmeisterschaft
- 2005 Aufnahme in den Triple Gold Club
- 2006 Bronzemedaille bei den Olympischen Winterspielen
- 2010 Goldmedaille bei der Weltmeisterschaft
- 2011 Bronzemedaille bei der Weltmeisterschaft
- 2011 Bester Stürmer der Weltmeisterschaft
- 2011 All-Star-Team der Weltmeisterschaft
- 2015 MVP der Weltmeisterschaft
- 2015 All-Star-Team der Weltmeisterschaft
- 2024 Aufnahme in die IIHF Hall of Fame

## Karrierestatistik
Stand: Ende der Saison 2023/24

### International
| Vertrat die Tschechoslowakei bei: - U18-Junioren-Europameisterschaft 1989 - U20-Junioren-Weltmeisterschaft 1990 - Weltmeisterschaft 1990 - Canada Cup 1991                                                              | Vertrat Tschechien bei: \| - Weltmeisterschaft 1994 - World Cup of Hockey 1996 - Olympische Winterspiele 1998 - Olympische Winterspiele 2002 - Weltmeisterschaft 2002 - Weltmeisterschaft 2004 - World Cup of Hockey 2004 - Weltmeisterschaft 2005 \| - Olympische Winterspiele 2006 - Weltmeisterschaft 2009 - Olympische Winterspiele 2010 - Weltmeisterschaft 2010 - Weltmeisterschaft 2011 - Olympische Winterspiele 2014 - Weltmeisterschaft 2014 - Weltmeisterschaft 2015 \| |

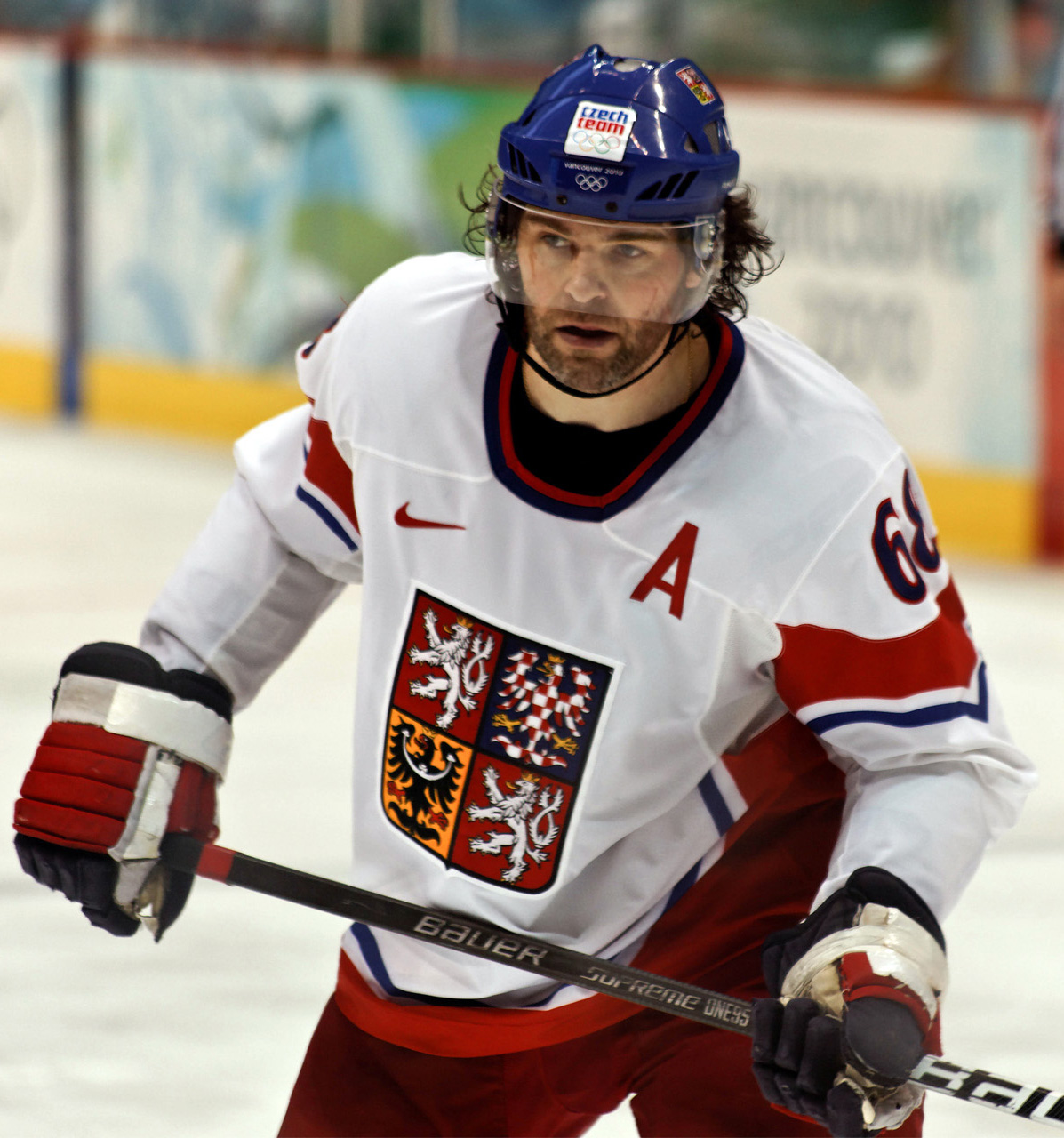
Jágr bei den Olympischen Winterspielen 2010

| - Weltmeisterschaft 1994 - World Cup of Hockey 1996 - Olympische Winterspiele 1998 - Olympische Winterspiele 2002 - Weltmeisterschaft 2002 - Weltmeisterschaft 2004 - World Cup of Hockey 2004 - Weltmeisterschaft 2005 | - Olympische Winterspiele 2006 - Weltmeisterschaft 2009 - Olympische Winterspiele 2010 - Weltmeisterschaft 2010 - Weltmeisterschaft 2011 - Olympische Winterspiele 2014 - Weltmeisterschaft 2014 - Weltmeisterschaft 2015 |

(Legende zur Spielerstatistik: Sp oder GP = absolvierte Spiele; T oder G = erzielte Tore; V oder A = erzielte Assists; Pkt oder Pts = erzielte Scorerpunkte; SM oder PIM = erhaltene Strafminuten; +/− = Plus/Minus-Bilanz; PP = erzielte Überzahltore; SH = erzielte Unterzahltore; GW = erzielte Siegtore; 1 Play-downs/Relegation; Kursiv: Statistik nicht vollständig)

## Sonstiges
- Zur Erinnerung an den Prager Frühling, in dem seine beiden Großväter ums Leben kamen, trägt er die Nummer 68.
- In dem im Jahr 2000 erschienenen Film Bruder 2 hat Jágr einen Cameo-Auftritt.
- Der Vokuhila-Haarschnitt wird in Tschechien als „Jágr“ bezeichnet. Jaromir Jágr hat sich inzwischen von dieser Frisur getrennt.
- Jágr ist orthodoxer Christ. Im Jahr 2001 ist er zum russisch-orthodoxen Glauben konvertiert.[33]
- Am 28. Oktober 2010 wurde Jágr vom damaligen tschechischen Präsidenten Václav Klaus die Verdienstmedaille zweiter Klasse verliehen.
- Jaromír Jágr unterstützt die liberalkonservative tschechische politische Partei Občanská demokratická strana.[34]